# Hamdallah Mustawfi
Hamdallah Mustawfi Qazvini, né en 1281 à Qazvin et mort après 1339, est un historien, géographie et poète perse. Il a vécu sous l'Ilkhanat de Perse.
Il est l'auteur de Nozhat ol-Gholub (en perse نزهه القلوب), un traité sur la géographie, la politique et la vie économique sous l'Ilkhanat, Zafar-Nameh (en perse ظفرنامه), un poème épique, et de Tarikh e Gozideh (en perse تاريخ گزيده), un compendium d'histoire islamique.

## Biographie
Mustawfi est né en 1281 dans la ville de Qazvin, située dans l'Irak persan (Irāq-i Ajam), une région correspondant à la partie occidentale de l'Iran. Sa famille est d'origine arabe. Certains de ses ancêtres, des IXe et Xe siècles, ont occupé le poste de gouverneur de Qazvin avant de servir comme mustawfis (comptables de haut rang) à l'avènement des Ghaznévides.
Amin al-Din Nasr, arrière-grand-père de Mustawfi, a été le mustawfi de l'Irak, fonction devenue depuis lors le surnom de la famille. Retraité, il a été tué en 1220 par des raids mongols succédant au sac de Qazvin, lors de l'invasion mongole de l'Iran.
Cependant, sa famille a continué de prospérer, même durant cette période, en rendant notamment de grands services aux Mongols. Par exemple, son cousin aîné Fakhr al-Din Mustawfi a été brièvement vizir de l'Ilkhanate, tandis que son frère Zayn al-Din fut l'assistant de l'éminent vizir et historien Rashid al-Din Hamadani.
Une rivalité est rapidement apparue entre les Persans irakiens et les Khurasanis déjà établis. En particulier entre les Mustawfis et la famille Juvayni, ce qui pourrait expliquer pourquoi la mention des Juvaynis est parfois omise dans l'œuvre de Mustawfi.
Mustawfi a suivi les traces de sa famille et a été nommé en 1311 comptable financier de sa ville natale, Qazvin, puis dans d'autres villes voisines, telles qu'Abhar, Zandjan ou Tarumayn.
Il a été nommé à ce poste par Rashid al-Din, qui lui a fait découvrir l'histoire. Il a alors commencer à rédiger, en 1320, le Livre de la victoire (Zafarnamah) dans le prolongement du Livre des Rois (Shahnameh) de Ferdowsi. Il a achevé son ouvrage en 1334, composé de 75 000 vers, relatant l'histoire de l'ère islamique jusqu'à l'ère de l'Ilkhanate.
Avant cela, il avait également écrit, en 1330, son premier livre, une chronique similaire intitulée Tarikh-i guzida e. Cette chronique, réalisée pour le fils de Rashid al-Din, Ghiyath al-Din Muhammad, est une histoire globale, relatant les événements des prophètes, des rois pré-islamiques persans et du monde islamique.